# استفان ترنبول
استفان ریچارد ترنبول (متولد ۶ فوریه ۱۹۴۸) که یک تاریخ‌شناس و نویسنده است. او یک متخصص در تاریخ نظامی شرق است و در مورد ژاپن تحقیقات فراوانی را انجام داده‌است.